# Igor Rakočević
Igor Rakočević (Beograd, 29. ožujka 1978.) bivši je srbijanski profesionalni košarkaš. Igrao je na poziciji razigravača, a povremeno i na poziciju bek šutera. Trenutačno je dužnosnik u Košarkaškom savezu Srbije.

## Karijera

#### NBA
Igor Rakočević su u 2. krugu (51. ukupno) drafta 2000. godine izabrali Minnesota Timberwolves. U NBA je otišao početkom sezone 2002./03., a ukupno je odigrao 42 utakmice. Prosječno je postizao 1,9 poena, 0,4 skoka i 0,8 asista. Nakon isteka sezone je otpušten, ali ubrzo potpisuje za San Antonio Spurse. U Spursima nije odigrao niti jednu utakmicu i oni ga isto tako ubrzo otpuštaju. 

#### Europa
Nakon povratka u Europu igrao je za Crvenu zvezdu i bio ponajbolji igrač NLB lige. Karijeru je nastavio u Španjolskoj gdje je igrao za Pamesu, Real Madrid i TAU Vitoriju. U sezoni 2006./07. bio je najbolji strijelac Eurolige, te je izabran u drugu petorku najbolje momčadi prvenstva. S TAU Cerámicom je 2006. i 2007. osvojio španjolski kup, a u sezoni 2007./08. osvojio je španjolsku ligu. U sezoni 2008./09. ponovo je bio najbolji strijelac Eurolige i izabran je u prvu petorku prvenstva. Nakon isteka sezone odlazi u turski Efes Pilsen. Potpisao je trogodišnji ugovor vrijedan 5,5 milijuna eura.